# Sofia Vassilieva
Pour les articles homonymes, voir Vassilieva.
Sofia Vassilieva est une actrice américano-russe née le 22 octobre 1992 à Minneapolis, dans le Minnesota (États-Unis).

## Biographie
Sofia Vassilieva est née à Minneapolis, dans le Minnesota, de Larissa, biologiste, et de Vladimir Vassiliev, professeur de physique, tous deux immigrants russes.
Sa langue maternelle est le russe et elle parle l'anglais et le français couramment.
Depuis l'âge de trois ans elle prend des cours de Ballet, elle fait de l'équitation depuis l'âge de dix ans et s'intéresse également au yoga.

## Carrière
Elle débute en 2001 dans la série Espions d'État.
En 2005, elle obtient le rôle d'Ariel Dubois dans la série Médium, aux côtés de Patricia Arquette, pour lequel elle a remporté un prix d'interprétation.
En 2009, elle joue le rôle de Kate Fitzgerald, une jeune fille atteinte d'un cancer, dans le film Ma vie pour la tienne (adapté du roman homonyme) avec Cameron Diaz et Abigail Breslin. Normalement les rôles des deux sœurs du film étaient destinés à Dakota Fanning et Elle Fanning, mais Dakota ayant refusé de se raser les cheveux, c'est Sofia et Abigail qui ont obtenu les rôles.
En 2011, après la fin de Medium, elle joue dans New York, unité spéciale, elle reprend son rôle deux ans plus tard.
Par la suite, elle obtient des petits rôle dans les séries Stalker, Lucifer, Esprits criminels : Unité sans frontières, Supergirl, Timeless , ou encore S.W.A.T.
En 2019, elle tourne avec Charlie Plummer et Kristine Frøseth dans la mini-série Looking for Alaska, basée sur le roman du même nom de John Green.
En 2021, elle joue dans un épisode d'All Rise et au cinéma dans Une affaire de détails avec Denzel Washington, Rami Malek et Jared Leto et 13 Minutes avec Amy Smart, Anne Heche et Paz Vega.

## Filmographie

### Cinéma
- 2007 : Day Zero de Bryan Gunnar Cole : Mara
- 2009 : Ma vie pour la tienne (My Sister's Keeper) de Nick Cassavetes : Kate Fitzgerald
- 2009 : Hurt de Barbara Stepansky : Sarah Parsons
- 2020 : Brighton Beach de David Gutnik : Dasha
- 2021 : Une affaire de détails (The Little Things) de John Lee Hancock : Tina Salvatore
- 2021 : 13 Minutes de Lindsay Gossling : Maddy

### Télévision

#### Séries télévisées
- 2001 : Espions d'État (The Agency) : Elena
- 2003 : The Wonderful World of Disney : Eloise
- 2005 - 2011 : Médium : Ariel Dubois
- 2011 / 2013 : New York, unité spéciale (Law and Order: Special Victims Unit) (saison 13, épisode 6, saison 15, épisode 5) : Sarah Walsh
- 2014 : Stalker : Dierdre
- 2016 : Lucifer : Debra
- 2016 : Notorious : Jenna
- 2017 : Esprits criminels : Unité sans frontières (Criminal Minds: Beyond Borders) : Roxy Bental
- 2017 : Supergirl : Olivia
- 2017 : Training Day : Chelsea Brown
- 2018 : Timeless : Abiah Folger
- 2018 : S.W.A.T. : Lauren Tucker
- 2018 / 2021 : Black Lightning : Looker
- 2019 : Looking for Alaska : Lara Buterskaya
- 2021 : All Rise : Olga Petrovic
- 2022 : Chicago Fire : Adriana
- 2023 : Blue Bloods : Officer Carlie Gillson
- 2025 : Duster : Jessica-Lorraine Sims

#### Téléfilms
- 2002 : The Brady Bunch in the White House (en) de Neal Israel : Cindy Brady

- 2013 : Call Me Crazy : A Five Film de Sharon Maguire : Allison
- 2016 : Bad Stepmother de Jeffery Scott Lando : Verity

### Jeux vidéo
- 2017 : Call of Duty: WWII : Hanzel Daniels (voix originale, capture de mouvement et ressemblance)